# Theodor Eicke
Theodor Eicke (17 octombrie 1892, Hampont, Franța — d. 26 februarie 1943, lângă Oriol, Rusia) a fost un ofițer german nazist, membru SS și una dintre persoanele responsabile de organizarea lagărelor de concentrare de pe teritoriul Germaniei din perioada celui de-al Treilea Reich. În iunie 1933 devine comandantul lagărului de la Dachau, un an mai târziu fiind promovat pe post de inspector general al tuturor lagărelor de concentrare. Moare la sfârșitul lunii februarie 1943, când avionul său este doborât de trupele sovietice.